# شاپور آذربرزین
شاپور آذربرزین (زادهٔ ۱۳۰۸ خرم‌آباد – درگذشتهٔ ۱۳۹۴ لس‌آنجلس) با نام کامل عبدالله شاپور آذربرزین خلبان جنگنده اهل ایران بود. وی پس از وقوع انقلاب ۱۳۵۷، برای مدت کوتاهی، از ۲۴ بهمن تا ۶ اسفند ۱۳۵۷ فرماندهی نیروی هوایی ارتش جمهوری اسلامی ایران را برعهده داشت. وی همچنین پس از انقلاب در سال ۱۳۵۸ به عضویت شورای عالی دفاع و امنیت ملی منصوب و فعالیت کرد.

## زندگی
شاپور آذربرزین به سالِ ۱۳۰۸ در یک خانوادهٔ نظامی در خرم‌آباد زاده شد. دورهٔ تخصّصیِ خلبانی و مدرسی این رشته را در ایالاتِ متّحدهٔ آمریکا گذراند و عهده‌دار سمت‌هایی چون فرمانده پایگاه هوایی دزفول، معاونت عملیاتی و جانشین نیروی هوائی ارتش شد. او پس از انقلاب در دورهٔ کوتاهی از ۲۴ بهمن ۱۳۵۷ تا ۶ اسفند ۱۳۵۷ به فرماندهی نیروی هوایی ارتش منصوب، مدتی را زندانی و به توصیهٔ مهدی بازرگان آزاد شد و از ایران خارج شد. وی همچنین به همراه در سال ۱۳۵۸ به همراه سپهبد بازنشسته قاسم خزاعی به پیشنهاد وزیر دفاع وقت مصطفی چمران به عضویت شورای عالی دفاع و امنیت ملی منصوب و فعالیت کرد.

#### نظر طوفانیان در مورد آذربرزین
سالیوان در ۱۵ بهمن ۵۷ از قول ارتشبد طوفانیان گزارش می‌کند که به نظر می‌رسد آذربرزین با خمینی معامله کرده که بعد از ربیعی فرمانده نیروی هوایی شود.
حسن طوفانیان در مصاحبه با پروژه تاریخ شفاهی ایران در دانشگاه هاروارد بر این نظر است که آذربرزین با طالقانی ساخته بود و همان حرف‌های او را تکرار می‌کرده است.

## خاطرات

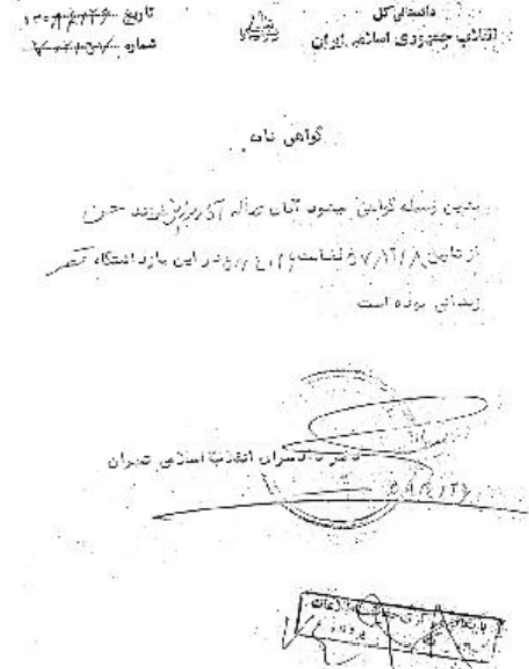
سند دادستانی کل انقلاب اسلامی مبنی بر زندانی بودن آذربرزین به مدت چهار ماه. منبع: کتاب فرماندهی و نافرمانی، به کوشش حسین دهباشی

در سال ۱۳۹۳ حسین دهباشی کتاب فرماندهی و نافرمانی: تاریخ شفاهی زندگی و آثار سپهبد خلبان شاپور آذربرزین معاون عملیاتی و جانشین فرماندهی نیروی هوایی ارتش شاهنشاهی ایران… را از روی خاطرات شفاهی که از وی ضبط کرده بود به کمک سازمان اسناد و کتابخانه ملی جمهوری اسلامی ایران منتشر کرد.
آذربرزین در خصوص دوره زندانی شدن خود بعد از انقلاب می‌گوید:
«ولی در دانشگاه درسی که به ما دادند خیلی جالب بود. می‌گفت اگر اسیر جنگی شدید باید چه‌کار کنید. من این درس را گذراندم؛ یعنی اولی که من رفتم زندان و فهمیدم زندانی هستم، شروع کردم برنامه را پیاده کردن. خیلی جالب است. اولین کاری که می‌کنی با زندانبان طرح دوستی بریز و باب صحبت را باز کن و برای اینکه باب صحبت را باز کنی باید ببینی او چه‌کاره است؟ اگر ماهیگیر است راجع به شکار صحبت کن. اگر هم مذهبی است راجع به مذهب صحبت کن. [...] ما آمدیم گفتیم خب نماز بخوانیم، یعنی بگوییم ما نماز می‌خوانیم. نماز که خواندم یک روز سپهبد نجیمی گفت آذربرزین، الکی این‌طوری می‌کنی، یک روز به تو می‌گویند برو جلو بایست بلند نماز بخوان، نمی‌توانی افتضاحش در می‌آید. پس بیا من یادت بدهم که چطوری است. شروع کرد یاد دادن. حالا کاری نداریم. یک روز به زندانبان گفتم که آقا من می‌خواهم قرآن بخوانم.[...] بند دوم [که در دانشگاه یاد داده بودند] این بود که با بیرون ارتباط برقرار کنی. برای اینکه نمی‌دانی بیرون چه خبر است. دیدم اصلاً نمی‌توانم از این [زندانبان] استفاده کنم. گشتم دیدم صبح‌ها یک [پرستاری] می‌آید بازدید می‌کند. [...] دیدم خیلی راحت او را می‌شود خرید. یک روز خودم را به مریضی زدم و رفتم آنجا با او صحبت کنم. گفتم آقا من همیشه به این بنگاه‌های مسلمانی کمک می‌کرده‌ام، الان که اینجا هستم نمی‌توانم. یک دانه از این قبض‌ها را بیاور تا من آن را به خانمم بدهم و او این پول را بدهد که شما به آنجا بدهی. فردا دیدیم یک قبض آورد و من هم روی آن نوشتم سه هزار تومان. [...] سه هزار تومان را به او دادیم. دیدیم فردا که آمد زندان گفت آقای آذربرزین، این قرص‌هایی که شما دیروز خواستی را آوردم. [...] آن را باز کردیم. دیدیم سربریده همه روزنامه‌ها را گذاشته بود داخل آن. اخبار این بود که چه کسی را کشتند و چه کسی زنده است.»

## مرگ
وی در آبان ۱۳۹۴، پس از طی یک دورهٔ بیماری در سن ۸۶ سالگی در ایالات متحده درگذشت.